# Lessertia
Genre
Synonymes
- Coluteastrum Heist. ex Fabr.
- Sutherlandia R. Br[2].

Lessertia est un genre de plantes à fleurs dicotylédones de la famille des Fabaceae (légumineuses), sous-famille des Faboideae, originaire d'Afrique, qui comprend une soixantaine d'espèces acceptées.
Ce sont  des plantes herbacées ou des sous-arbrisseaux qui se rencontrent dans les formations arbustives de type méditerranéen (fynbos), semi-désertiques et tropicales à subtropicales, souvent dans des zones sablonneuses ou rocailleuses.
Certaines espèces présenteraient des risques de toxicité pour le bétail.  

## Liste d'espèces
Selon The Plant List (20 décembre 2018) :
- Lessertia acanthorhachis (Dinter) Dinter
- Lessertia affinis Burtt Davy
- Lessertia annua (Murray) DC.
- Lessertia annularis Burch.
- Lessertia argentea Harv.
- Lessertia benguellensis Baker f.
- Lessertia brachypus Harv.
- Lessertia brachystachya DC.
- Lessertia candida E.Mey.
- Lessertia canescens Goldblatt & J.C. Manning
- Lessertia capensis (P.J.Bergius) Druce
- Lessertia capitata E.Mey.
- Lessertia carnosa Eckl. & Zeyh.
- Lessertia cryptantha Dinter
- Lessertia depressa Harv.
- Lessertia diffusa R.Br.
- Lessertia distans Burtt Davy
- Lessertia dykei L.Bolus
- Lessertia emarginata Schinz
- Lessertia eremicola Dinter
- Lessertia excisa DC.
- Lessertia falciformis DC.
- Lessertia flanaganii L.Bolus
- Lessertia flexuosa E.Mey.
- Lessertia frutescens (L.) Goldblatt & J.C. Manning
- Lessertia fruticosa Lindl.
- Lessertia glabricaulis L.Bolus
- Lessertia globosa L.Bolus
- Lessertia harveyana L.Bolus
- Lessertia herbacea (L.) Druce
- Lessertia humilis (E. Phillips & R.A. Dyer) Goldblatt & J.C. Manning
- Lessertia incana Schinz
- Lessertia inflata Harv.
- Lessertia kensitii L.Bolus
- Lessertia lanata Harv.
- Lessertia macrostachya DC.
- Lessertia margaritacea E.Mey.
- Lessertia microcarpa E.Mey.
- Lessertia microphylla (Burch. ex DC.) Goldblatt & J.C. Manning
- Lessertia miniata T.M.Salter
- Lessertia montana (E. Phillips & R.A. Dyer) Goldblatt & J.C. Manning
- Lessertia mossii R.G.N.Young
- Lessertia muricata T.M.Salter
- Lessertia pappeana Harv.
- Lessertia parviflora Harv.
- Lessertia pauciflora Harv.
- Lessertia perennans DC.
- Lessertia phillipsiana Burtt Davy
- Lessertia physodes Eckl. & Zeyh.
- Lessertia prostrata DC.
- Lessertia rigida E.Mey.
- Lessertia sneeuwbergensis Germish.
- Lessertia speciosa (E. Phillips & R.A. Dyer) Goldblatt & J.C. Manning
- Lessertia spinescens E.Mey.
- Lessertia stenoloba E.Mey.
- Lessertia stipulata Baker f.
- Lessertia stricta L.Bolus
- Lessertia subumbellata Harv.
- Lessertia tenuifolia E.Mey.
- Lessertia thodei L.Bolus
- Lessertia tomentosa DC.